# خورخه میسترال
خورخه میسترال (انگلیسی: Jorge Mistral؛ ۲۴ نوامبر ۱۹۲۰ – ۲۰ آوریل ۱۹۷۲) یک هنرپیشه و کارگردان فیلم اهل اسپانیا بود.
از فیلم‌ها یا برنامه‌های تلویزیونی که وی در آن نقش داشته است می‌توان به بلندی‌های بادگیر ، شمشیر و صلیب و عملیات سفید اشاره کرد.